# 12100 Amiens
12100 Amiens هو كويكب، يقع ضمن حزام الكويكبات. اكتشف في 25 أبريل 1998. وقد اكتشفه إيريك والتر إلست.

## روابط خارجية
- 12100 Amiens في قاعدة بيانات مختبر الدفع النفاث لأجرام النظام الشمسي الصغيرة

- الاكتشاف · مخطط المدار ·  العناصر المدارية · المعلمات المادية

- 12100 Amiens على موقع ويكي سكاي: DSS2, SDSS, GALEX, IRAS, Hydrogen α, X-Ray, Astrophoto, Sky Map, Articles and images